# 문길주
문길주(文吉周, 1951년~)는 대한민국의 환경공학자이다.
국제대기환경보전단체연합회의 회장직과, 과학기술연합대학원대학교 총장 및 한국과학기술연구원 원장, 고려대학교 석좌교수 등을 역임했다.